# Uwe Dassler
Uwe Dassler (República Democrática Alemana, 11 de febrero de 1967) es un nadador alemán retirado especializado en pruebas de estilo libre, donde consiguió ser campeón olímpico en 1988 en los 400 metros.

## Carrera deportiva
En los Juegos Olímpicos de Seúl 1988 ganó tres medallas: oro en los 400 metros libres —con un tiempo de 3:46.95 segundos que fue récord del mundo, por delante del australiano Duncan Armstrong y del polaco Artur Wojdat— plata en los relevos 4x200 metros libre —con un tiempo de 7:13.68 segundos, tras Estados Unidos y por delante de Alemania Occidental— y bronce en los 1500 metros libre, con un tiempo de 15:06.15 segundos, tras el soviético Vladimir Salnikov y el también alemán Stefan Pfeiffer.